# Exilisia nebulosa
Exilisia nebulosa är en fjärilsart som beskrevs av De Toulgoët 1958. Exilisia nebulosa ingår i släktet Exilisia och familjen björnspinnare. Inga underarter finns listade i Catalogue of Life.